# Paul Alexis
Paul Alexis (Aix-en-Provence, 16 o 10 de junio de 1847-París, 28 o 29 de julio de 1901) fue un escritor y periodista francés, conocido por ser amigo y biógrafo de Émile Zola.

## Biografía
Asistió al Collège Bourbon, donde tuvo noticias de Zola por primera vez, ya que este también era un alumno. Siguiendo las directrices de sus padres, Alexis estudió Derecho en la Universidad de Aix, pero anhelaba la vida de los escritores, por lo que finalmente se mudó a París. Llegó a la ciudad del Sena en 1869 y pronto estrechó lazos con Zola y su familia. Contribuyó con artículos en varios periódicos, incluyendo L'Avenir national, La Cloche, Le Corsaire, Le Cri du peuple —con el seudónimo de Trublot—, Gil Blas, Le Journal, La Réforme, Le Recueil y Le Voltaire. Asimismo, escribió novelas adscritas al estilo naturalista y varias obras de teatro, algunas de ellas en colaboración con Oscar Méténier.
Fue encarcelado por un breve periodo de tiempo en 1875, puesto que se sospechaba que era un comunero. Sin embargo, Zola empleó su influencia para que lo liberasen.
Formó con Joris-Karl Huysmans, Henri Céard, Guy de Maupassant, Léon Hennique y Zola el groupe des Médan, responsable de la publicación en 1880 de Les Soirées de Médan, una colección consistente en seis historias naturalistas relacionadas con la guerra franco-prusiana. Alexis contribuyó con una historia titulada Après la bataille.
Alexis era también un gran admirador de Flaubert y amigo de Renoir. Céard lo llamó «la sombra de Zola». Cézanne pintó un retrato de ambos llamado Paul Alexis leyéndole a Zola.
Tras la muerte de su mujer Marie a causa de una fiebre tifoidea en 1900, se sumió en el alcoholismo y finalmente falleció por un aneurisma. Le sobrevivieron dos hijas, Paule y Marthe.

## Obras
| Novelas - La Fin de Lucie Pellegrin (1880) - Après la bataille (como parte de Les Soirées de Médan) (1880) - Le Besoin d'aimer (1885) - Un amour platonique (1886) - Le Collage (1883) - Les Femmes du père Lefèvre (1886) - L'Infortune de monsieur Fraque (1887) - L'Education amoureuse (1890) - Madame Meuriot, mœurs parisiennes (1890) - Trente romans ; Le cœur ; La chair ; L'esprit (1895) - La Comtesse. Treize symboles. Quelques originaux (1897) - Le Collage (1899) - Vallobra (1901) | Drama - Celle qu'on n'épouse pas (1879) - La Fin de Lucie Pellegrin (1888) - Les Frères Zemganno (1890) - Monsieur Betsy (1890) - Charles Demailly (1892) - La Provinciale (1893) Cartas y memorias - Émile Zola : notes d'un ami (1882) - «Naturalisme pas mort» : lettres inédites de Paul Alexis à Émile Zola, 1871-1900 (1971) |